# Mỹ Tịnh An
Mỹ Tịnh An là một xã thuộc tỉnh Đồng Tháp, Việt Nam.

## Địa lý
Xã Mỹ Tịnh An có vị trí địa lý:
- Phía đông và bắc giáp tỉnh Tây Ninh.
- Phía tây giáp xã Tân Hương và Châu Thành.
- Phía nam giáp xã Lương Hòa Lạc.

Xã Mỹ Tịnh An có diện tích 41,21 km², dân số năm 2025 là 36.958 người, mật độ dân số đạt 896 người/km².

## Lịch sử
Ngày 30 tháng 9 năm 2020, HĐND tỉnh Tiền Giang ban hành Nghị quyết số 18/NQ-HĐND về việc sáp nhập ấp Tịnh Mỹ vào ấp Mỹ Thọ.
Ngày 16 tháng 6 năm 2025, Ủy ban Thường vụ Quốc hội ban hành Nghị quyết số 1663/NQ-UBTVQH15 về việc sắp xếp các đơn vị hành chính cấp xã của tỉnh Đồng Tháp năm 2025. Theo đó, sắp xếp toàn bộ diện tích tự nhiên, quy mô dân số của các xã Trung Hòa, Hòa Tịnh, Tân Bình Thạnh và Mỹ Tịnh An thành xã mới có tên gọi là xã Mỹ Tịnh An.
Sau khi sáp nhập, xã Mỹ Tịnh An có 41,21 km² diện tích tự nhiên và dân số 36.958 người.